# Coppa Italia 1969 (hockey su pista)
La Coppa Italia 1969 è stata la 4ª edizione della principale coppa nazionale italiana di hockey su pista. La manifestazione si è conclusa il 26 ottobre 1969.
Il trofeo è stato conquistato dal Novara per la terza volta nella sua storia.

## Risultati

### Semifinali
| Squadra 1       | Risultato | Squadra 2        |
| --------------- | --------- | ---------------- |
| 18 ottobre 1969 |           |                  |
| Amatori Modena  | 5 - 0     | Monza            |
| Novara          | 9 - 4     | Laverda Breganze |

### Finale
| Seregno 26 ottobre 1969 | Amatori Modena | 3 – 6 | Novara |  |

| Amatori Modena |  |                     |
|                |  |                     |
|                |  | Aldo Baraldi        |
| P              |  | Francesco Fontana   |
|                |  | Mauro Malagoli      |
|                |  | Norberto Moncalieri |
|                |  | Maurizio Righi      |
|                |  | Giancarlo Tonioli   |
| Allenatore:    |  |                     |
|                |  |                     |

| Novara             |  |                   |
|                    |  |                   |
|                    |  | Gianpietro Aina   |
|                    |  | Pierluigi Colombo |
|                    |  | Daniele Maderna   |
|                    |  | Erasmo Marcon     |
| E                  |  | Franco Mora       |
| E                  |  | Robert Olthoff    |
|                    |  | Mario Romussi     |
| E                  |  | Renzo Zaffinetti  |
| Allenatore:        |  |                   |
| Ferruccio Panagini |  |                   |